# Coxina guinocha
Coxina guinocha là một loài bướm đêm trong họ Erebidae.